# Rinus Michels
Marinus Jacobus Hendricus Michels, krátce Rinus Michels (9. února 1928 Amsterdam – 3. března 2005 Aalst) byl nizozemský fotbalista a trenér.
Celou hráčskou kariéru strávil v AFC Ajax, kde působil na postu útočníka. Ve třinácti ligových sezónách nastřílel 122 branek a získal titul v letech 1947 a 1957. Odehrál také pět zápasů za národní tým, vyšel však střelecky naprázdno. Po ukončení kariéry byl učitelem a amatérským trenérem, v roce 1965 získal trenérskou licenci a usedl na lavičku Ajaxu. Uplatnil zde svoji novátorskou taktiku nazvanou totální fotbal, založenou na přečíslení soupeře pomocí rychlého prolínání útočné a obranné řady, vysunutém presinku po ztrátě míče a vystavování soupeřových útočníků do ofsajdové pasti. Díky tomuto stylu hry se Ajax stal čtyřikrát mistrem (1966, 1967, 1968 a 1970) a třikrát vyhrál Nizozemský fotbalový pohár (1967, 1970 a 1971), hrál také finále Poháru mistrů v roce 1969 a v roce 1971 nejprestižnější evropskou klubovou soutěž vyhrál.
V roce 1971 přijal Michels angažmá ve španělském klubu FC Barcelona, s nímž vyhrál španělskou ligu v roce 1974 a Copa del Rey 1978. Nizozemský fotbalový svaz se rozhodl před mistrovstvím světa ve fotbale 1974 v NSR pověřit vedením reprezentačního týmu Michelse a dosavadní trenér František Fadrhonc se stal jeho asistentem. Nizozemci, jejichž kapitánem byl hráč Barcelony Johan Cruijff, předváděli atraktivní útočný fotbal a nakonec získali stříbrné medaile, ačkoli hráli na mistrovství světa poprvé od roku 1938; podlehli pouze ve finále domácímu týmu 1:2.
Po odchodu z Barcelony a krátkém působení v USA trénoval Michels 1. FC Köln a podařilo se mu s ním získat v roce 1983 DFB-Pokal. Roku 1984 se vrátil k nizozemské reprezentaci. V kvalifikaci na mistrovství světa ve fotbale 1986 neuspěl, ale dovedl Nizozemce k titulu na mistrovství Evropy ve fotbale 1988 – hrálo se opět v Německu a Michelsovi se podařila odveta za rok 1974, když porazil domácí tým v semifinále, dokonce stejným skóre 2:1. Vedl nizozemskou reprezentaci také na mistrovství Evropy ve fotbale 1992, kde získala bronzové medaile.
Pro svůj autoritativní přístup měl přezdívku Generál (známý byl jeho výrok: „Špičkový fotbal je jako válka; kdo je příliš ohleduplný, je ztracen.“), byl však známý také smyslem pro humor a schopností stmelit partu. FIFA ho v roce 1999 vyhlásila nejlepším trenérem dvacátého století, v Nizozemsku se na jeho počest uděluje Cena Rinuse Michelse pro trenéra roku. Také obdržel nejvyšší státní vyznamenání, Oranžsko-nasavský řád.
V závěru života trpěl problémy se srdcem, na následky operace srdeční chlopně v roce 2005 zemřel.